# Uroczyska Lasów Strzeleckich
Uroczyska Lasów Strzeleckich este o arie protejată (sit de importanță comunitară — SCI) din Polonia întinsă pe o suprafață de 3.598,64 ha, integral pe uscat.

## Localizare
Centrul sitului Uroczyska Lasów Strzeleckich este situat la coordonatele 50°56′12″N 23°51′51″E / 50.9368°N 23.8641°E.

## Înființare
Situl Uroczyska Lasów Strzeleckich a fost declarat sit de importanță comunitară în octombrie 2009 pentru a proteja 3 specii de plante și 17 specii de animale.

## Biodiversitate
Situată în ecoregiunea continentală, aria protejată conține 3 habitate naturale: Fânețe de joasă altitudine (Alopecurus pratensis, Sanguisorba officinalis), Păduri de stejar și carpen Galio-Carpinetum, Păduri aluvionare cu Alnus glutinosa și Fraxinus excelsior (Alno-Padion, Alnion incanae, Salicion albae).
La baza desemnării sitului se află mai multe specii protejate:
- plante (3): clopțelul cu frunze de crin (Adenophora lilifolia), Angelica palustris, papucul doamnei (Cypripedium calceolus)
- amfibieni (2): buhai de baltă cu burta roșie (Bombina bombina), triton cu creastă (Triturus cristatus)
- mamifere (5): liliac cârn (Barbastella barbastellus), lupul (Canis lupus), castor (Castor fiber), vidră de râu (Lutra lutra), liliac cu urechi mari (Myotis bechsteinii)
- nevertebrate (9): Boros schneideri, Cucujus cinnaberinus, fluturele auriu (Euphydryas aurinia), fluturele flitirar (Euphydryas maturna), fluturele purpuriu (Lycaena dispar), Lycaena helle, Phengaris nausithous, Phengaris teleius, gândacul de apă (Rhysodes sulcatus)
- reptile (1): țestoasa de baltă (Emys orbicularis)